# Едмунд Дальбор
Е́дмунд Да́льбор (пол. Edmund Dalbor; 30 жовтня 1869 — 13 лютого 1926) — державний і релігійний діяч Польської Республіки, священик, єпископ і кардинал Римо-Католицької Церкви. Архієпископ гнезненський і познанський, примас Польщі (30 червня 1915 — 13 лютого 1926).

## Біографія
Народився у Острово, Німецька імперія. 25 лютого 1893 року прийняв священство в Римі, працював у Гнезно і Познані. 30 червня 1915 року призначений архієпископом гнезненським і познанським (посвята 21 вересня того ж року). 15 грудня 1919 року підвищений до кардинала, а 19 грудня того ж року призначений кардиналом-священиком з титулом церкви Сан Джованні а Порта Латіна. 1921 року отримав титул почесного доктора Варшавського, Львівського та Мюнстерівського університетів. Брав участь у конклаві 1922 року, що обрав Пія XI новим Папою Римським. Помер у Познані, Польща.
В рідному Острові його іменем названа вулиця, встановлено меморіальну дошку у церкві святого Станіслава.